# جامعة روسكيلدا

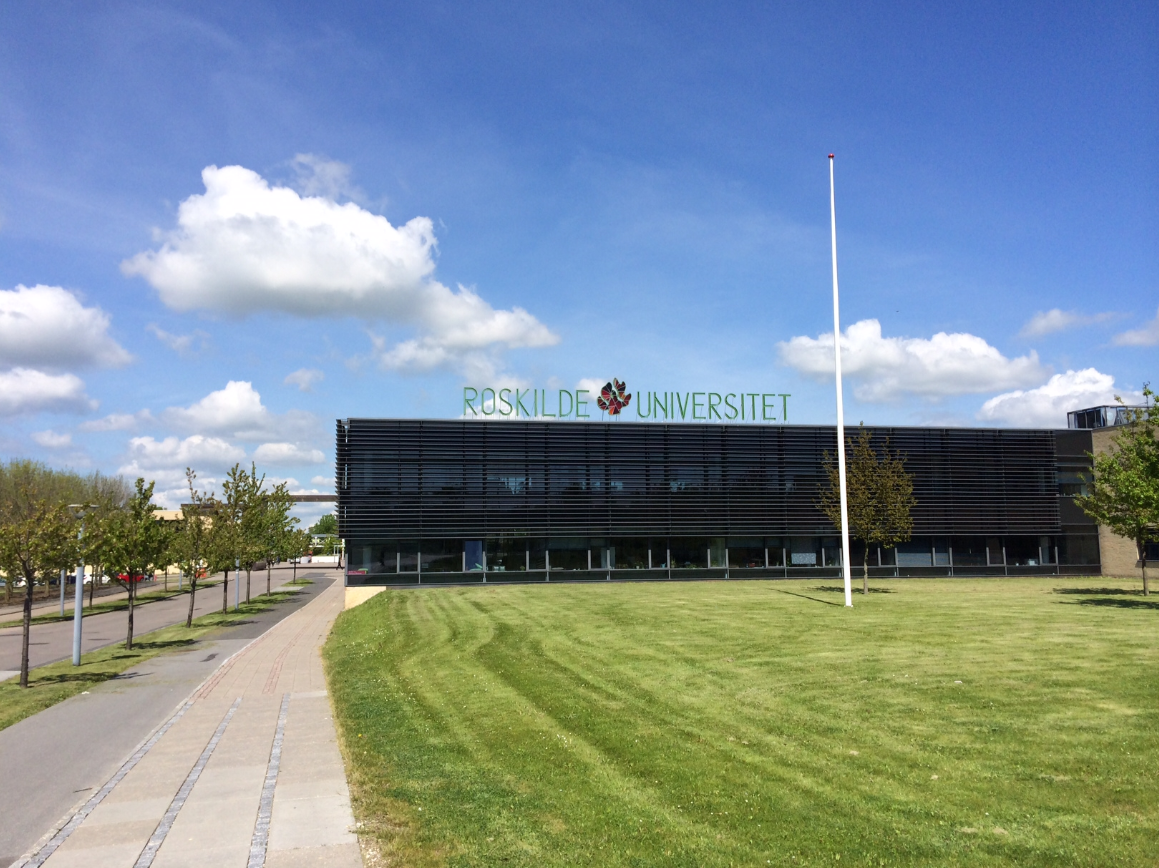
المبنى الرئيسي في الحرم الجامعي

جامعة روسكيلدا (باللغة الدنماركية:Roskilde Universitet, RUC) هي إحدى جامعات الدنمارك. العامة، انشئت عام 1972، وتقع الجامعة في مدينة روسكيلدا. يبلغ عدد طلاب الجامعة أكثر من 8000 طالب.
و تمنح الجامعة درجات البكالوريوس والماجستير والدكتوراه في العديد من التخصصات.

## الأقسام
- قسم تكنولوجيا الاتصالات والمعلومات والأعمال
- قسم الثقافة والهوية
- قسم التغيير البيئي والاجتماعي والمكاني
- قسم نظم قسم العلوم والمجموعات
- قسم علم النفس والدراسات التربوية
- قسم المجتمع والعولمة

## وصلات خارجية
- موقع جامعة روسكيلدا (باللغتين الدنماركية والإنجليزية)